# Петер Айль
Петер Айль (нім. Peter Eil; 17 липня 1917, Оршольц — 16 липня 1965, Саарбург) — фельдфебель вермахту, кавалер Лицарського хреста Залізного хреста.

## Нагороди
- Штурмовий піхотний знак в сріблі (21 вересня 1941) — як обер-єфрейтор 1-ї роти 105-го гренадерського полку 72-ї піхотної дивізії.
- Залізний хрест
  - 2-го класу (27 листопада 1941)
  - 1-го класу (28 січня 1942)
- Нагрудний знак «За поранення»
  - в чорному (27 січня 1942)
  - в сріблі (4 червня 1942)
- Медаль «За зимову кампанію на Сході 1941/42» (17 липня 1942)
- Кримський щит (23 серпня 1942)
- Медаль «Хрестовий похід проти комунізму» (Румунія) (6 лютого 1943)
- Нагрудний знак ближнього бою в бронзі (9 червня 1943)
- Лицарський хрест Залізного хреста (11 січня 1944) — як фельдфебель і командир взводу 1-ї роти 105-го гренадерського полку 72-ї піхотної дивізії.